# April Fool's Day (2008)
April Fool's Day is een horrorfilm uit 2008 onder regie van Mitchell Altieri en Phil Flores. De productie is een remake van het gelijknamige origineel uit 1986.

## Verhaal
Als Muffy besluit haar dramaclub uit te nodigen voor haar geïsoleerde huis voor een "weekend om voor te moorden", had niemand verwacht dat dit zo letterlijk genomen zou worden. Als de ene na de andere gast ten prooi valt van een psychopathische moordenaar, beginnen de overlevenden zich af te vragen wie ze wel en wie ze niet kunnen vertrouwen.

## Rolverdeling
- Scout Taylor-Compton - Torrance Caldwell
- Taylor Cole - Desiree Cartier
- Josh Henderson - Blaine Cartier
- Joe Egender - Ryan
- Jennifer Siebel Newsom - Barbie (als Jennifer Siebel)
- Samuel Child - Peter Welling
- Joseph McKelheer - Charles Lansford
- Frank J. Aard - Wilford (als Frank Aard)
- Sabrina Aldridge - Milan Hastings (als Sabrina Ann Aldridge)